# グリーン・マスク
ザ・グリーン・マスク（The Green Mask ）とは、フォックス・フィーチュア・シンディケイト（Fox Feature Syndicate）から発行されたコミック・ブックにおける2人の架空のスーパーヒーローである。

## マイケル・シェルビー
初代グリーン・マスクのデビューは1939年8月のフォックス社刊行の『ミステリ・マン・コミックス』第1号においてなされた。原作については表記がなく(ウィル・アイズナーであったとされる)、作画はウォルター・フレームが受け持っていた。1942年2月の『ミステリ・マン・コミックス』第31 号がこのグリーン・マスクの最後の登場となった。
ザ・グリーン・マスクの秘密の正体は探偵のマイケル・シェルビー(初期の表記ではセルビー)である。謎の"ヴァイタ線"を浴びた彼はスーパー・パワーを得るに至った。1940年の『グリーン・マスク』第1号にて彼には若きサイドキックのドミノが仲間に加わった。
2008年のダイナマイト・エンターテインメント(Dynamite Entertainment)が出版した読み切りの『プロジェクト・スーパーパワーズ： チャプター・トゥー・プレリュード』(Project Superpowers: Chapter Two Prelude)では第2巻に年少ヒーローやサイドキック達のティームの一員としてドミノの登場が明言されているが、当タイトルにグリーン・マスクが現れるか否かは不明である。

### 能力
当初の『ミステリ・マン・コミックス』でのグリーン・マスクは、特殊能力を全く有していなかった。これにもかかわらず、『グリーン・マスク』シリーズの創刊号では彼の原点に設定変更がなされ、ヴァイタ線に曝された彼は超人的体力・不死性・飛行能力などの様々なスーパー・パワーを身につけることとなった。通常はプロット上の必要に応じて彼は時折他の能力を発揮した。またスーパー・パワーに加え、彼は拳銃を携行していた。

## ジョニー・グリーン
フォックス・フィーチュアは1944年8月の『ザ・グリーン・マスク』第10号で同キャラクターを復活させたが、原作者・作画家は共に表示されていない。このヴァージョンでのグリーン・マスクの知られざる正体はジョニー・グリーンというオリジナル・グリーン・マスクの息子だが、彼の秘められた真の姿は後付設定によりウォルター・グリーンとされた。ジョニーは怒ると大人に変身する『超人ハルク』と『キャプテン・マーヴル』(Captain Marvel)の折衷型のティーンエイジャー・ヒーローである。
二代目グリーン・マスクの最後の登場は1946年10〜11月の『ザ・グリーン・マスク』第17号であった。オリジナル・シリーズの幾つかはACコミックス(AC Comics)から再版されている。

### 能力
ジョニー・グリーンは憤怒により、成人化と共に先代の全ての能力を受け継ぐグリーン・マスクへと変身する。